# Định tuổi khảo cổ bằng từ tính
Định tuổi khảo cổ bằng từ tính là nghiên cứu và luận giải các dấu vết của trường từ Trái Đất trong thời xa xưa được ghi lại trong các mẫu vật khảo cổ học nhằm định tuổi cho mẫu vật đó.
Điều kiện để mẫu vật có thể định tuổi bằng từ tính là vật liệu mẫu vật có chứa khoáng vật sắt từ như magnetit. Khoáng vật này lưu giữ trường từ thông qua từ hóa dư, một cơ chế gần giống với việc ghi thông tin lên băng đĩa từ. Trong tự nhiên thì những dấu vết trường từ cổ này được cố định khi các vật liệu sắt từ nguội đi xuống dưới điểm Curie, sẽ chốt moment từ của vật liệu theo hướng trường từ ở địa phương đó vào thời điểm đó. Hiện tượng được gọi là từ hóa dư nhiệt. Hướng và độ lớn của trường từ Trái Đất ở một vị trí cụ thể thay đổi theo thời gian, và vì thế có thể được sử dụng để xác định tuổi của mẫu vật liệu, dựa trên so sánh hướng và cường độ moment từ của mẫu vật so với thang cổ địa từ.
Kết hợp với các kỹ thuật như định tuổi bằng đồng vị phóng xạ, kỹ thuật này có thể dùng để xây dựng và hiệu chỉnh thang thời gian phân cực địa từ. Đây là một phương pháp định tuổi được sử dụng cho các mẫu vật có tuổi trong vòng 10.000 năm . Phương pháp này được E. Thellier đưa ra vào những năm 1930 , và độ nhạy phương pháp gia tăng khi các từ kế SQUID chính xác cao được sáng chế và sử dụng.

## Kỹ thuật
Mẫu đo được lấy ra từ cổ vật được bó bằng vật liêu không từ tính đặt trong khuôn không từ tính, và có đánh dấu hướng Bắc thực (true north) tại vị trí và thời điểm thu thập mẫu. Các mẫu đo được gửi tới Phòng thí nghiệm từ tính khảo cổ học để xử lý. Mỗi mẫu được đo bằng từ kế mẫu rung (dạng xoay mẫu spinner) để xác định từ hóa dư nhiệt. Các kết quả được xử lý thống kê và sẽ cho ra vector riêng thể hiện độ từ thiên trong không gian ba chiều, nhờ đó xác định được vị trí Cực Bắc từ tại thời điểm chốt của từ hóa dư nhiệt.
Dữ liệu thu được từ cổ vật này được so sánh với đường cong biến thiên địa từ thế kỷ của vùng, để xác định phạm vi dữ liệu phù hợp nhất cho thời gian xảy ra sự kiện cổ vật đó được nung nóng lần cuối cùng .